# Tolga Tekin (Schauspieler)
Tolga Tekin (* 19. März 1973 in Ankara) ist ein türkischer Schauspieler.

## Leben und Karriere
Tolga Tekin wurde am 19. März 1973 in Ankara geboren. Er studierte an der Hacettepe-Universität. Anschließend bestand er die Aufnahmeprüfung für die Devlet Tiyatroları Genel Müdürlüğü und begann am Adana Devlet Tiyatrosu zu arbeiten. Nachdem er dort zwischen 1996 und 2004 gearbeitet hatte, wechselte er zum Ankara Devlet Tiyatrosu.
Sein Debüt gab er 2008 in der Fernsehserie Bizim Evin Halleri. Von 2013 bis 2014 war er mit der türkischen Schauspielerin Zeynep Koltuk verheiratet. 2018 bekam Tekin in der Serie Bir Litre Gözyaşı die Hauptrolle. Außerdem trat er 2020 in Der Aufstieg von Weltreichen: Das osmanische Reich auf. Unter anderem war Tekin 2021 in 50M2 zu sehen.

## Filmografie (Auswahl)
Filme
- 2011: Behzat Ç. Seni Kalbime Gömdüm
- 2011: Zenne
- 2013: Behzat Ç. Ankara Yanıyor
- 2016: Rüzgârda Salınan Nilüfer
- 2019: Bizi Hatırla

Serien
- 2008: Bizim Evin Halleri
- 2009: Deniz Yıldızı
- 2010: Kapalıçarşı
- 2011: Reis
- 2012: Das osmanische Imperium  – Harem: Der Weg zur Macht
- 2014: Paramparça
- 2018: Bir Litre Gözyaşı
- 2020: Der Aufstieg von Weltreichen: Das osmanische Reich
- 2021: Akıncı
- 2022: Kuruluş Osman
- 2023: Taçsız Prenses